# Viehtriebs-Kreuz

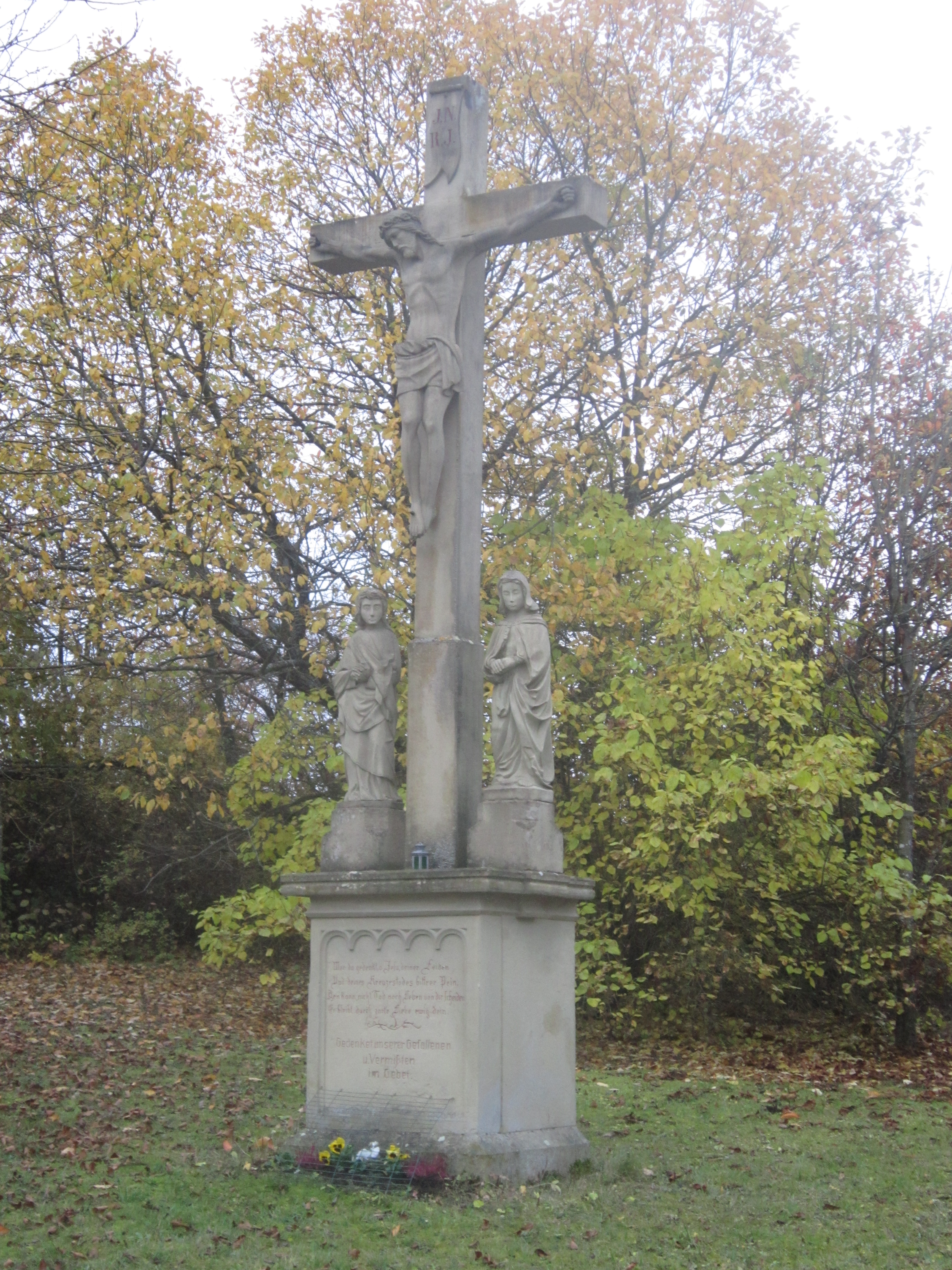
Das Viehtriebs-Kreuz in der Kiefernstraße in Reiterswiesen, Bad Kissingen.

Das Viehtriebs-Kreuz ist ein Flurdenkmal in der Fortsetzung der Kiefernstraße auf dem Fußweg zur Schwarzen Pfütze in Reiterswiesen, einem Stadtteil von Bad Kissingen, der Großen Kreisstadt des unterfränkischen Landkreises Bad Kissingen. Es gehört zu den Bad Kissinger Baudenkmälern und ist unter der Nummer D-6-72-114-238 in der Bayerischen Denkmalliste registriert.

## Geschichte
Das Kruzifix besteht aus Sandstein und entstand im Jahr 1877. Der Name Viehtriebs-Kreuz entstand im Volksmund, weil das Kruzifix wohl Nachfolger des heiligen Stöckleins war, das in einer alten Messungstabelle aus dem Jahr 1741 (altes Grundbuch) beim Viehtrieb eingezeichnet ist.
Das etwa 350 cm hohe Kreuz mit unten verstärktem Schaft trägt die lebensgroße Figur des Christus und den Kreuztitel. Die 100 cm hohen Assistenzfiguren stellen Maria und Johannes dar.
Der Sockel mit quadratischem Grundriss mit breiterer Basis und überstehender Abdeckplatte ist 140 cm hoch. Das Schriftfeld beherbergt vorne unter einem neugotischem Bogenfries zwei zeitlich differierende Texte:

„Wer da gedenkt, o Jesu deiner Leiden

Und deines Kreuzestodes bittrer Pein

Den kann nicht Tod noch Leben von dir scheiden

Er bleibt durch zarte Liebe ewig dein.

.~.~.~.~.~
Gedenket unserer Gefallenen

u. Vermißten

im Gebet.“

Auf der Rückseite des Sockels befindet sich folgende Stiftungsinschrift:

„Gestiftet/von/Georg Kiesel/in Reiterswiesen

und seiner Ehefrau/Margaretha geb. Erhard

von Rannungen

1877“